# Zhong Tianshi
Zhong Tianshi (chiń. 鍾天使; ur. 2 lutego 1991 w Szanghaju) – chińska kolarka torowa, dwukrotna mistrzyni olimpijska i wielokrotna medalistka mistrzostw świata. Rekordzistka świata w sprincie drużynowym kobiet z czasem 32,034 s.

## Kariera
Pierwszy sukces w karierze Zhong Tianshi osiągnęła w 2013 roku, kiedy zdobyła złoty medal w wyścigu na 500 m podczas igrzysk wschodnioazjatyckich w Nankinie. Na rozgrywanych rok później mistrzostwach świata w Cali razem z Lin Junhong zdobyła srebrny medal w sprincie drużynowym, a indywidualnie także była druga, przegrywając tylko z Niemką Kristiną Vogel. Podczas mistrzostw świata w Yvelines w 2015 roku zwyciężyła w sprincie drużynowym, a w sprincie indywidualnym była trzecia. Następnie zwyciężyła indywidualnie, a drużynowo była druga na mistrzostwach świata w Londynie w 2016 roku. Ponadto razem z Chen Feifei zdobyła brązowy medal w sprincie drużynowym na mistrzostwach świata w Berlinie w 2020 roku.
Zdobywała również złote medale w sprincie drużynowym na igrzyskach olimpijskich w Rio de Janeiro (2016) i igrzyskach olimpijskich w Tokio (2020). Kilkukrotnie zdobywała medale igrzyskach azjatyckich, w tym złote w sprincie drużynowym na IA w Inczon (2014) i IA w Dżakarcie i Palembangu (2018).